# Calomyrmex similis
Calomyrmex similis é uma espécie de formiga do gênero Calomyrmex, pertencente à subfamília Formicinae.